# La Créature du cimetière
Pour plus de détails, voir Fiche technique et Distribution.
La Créature du cimetière ou Rats en sortie DVD (Graveyard Shift) est un film américain réalisé par Ralph S. Singleton, sorti en 1990. C'est l'adaptation de la nouvelle Poste de nuit de Stephen King.

## Synopsis
Dans la petite ville de Gate Falls, près de Castle Rock, le propriétaire d'une vieille usine de textile située à côté du cimetière décide d'engager quelques ouvriers pour nettoyer le sous-sol, encombré d'un bric-à-brac et envahi par les rats. Mais l'un des travailleurs, effrayé par quelque chose, trébuche et périt broyé dans une machine. John Hall, nouveau venu dans la ville, est engagé pour remplacer le défunt. Il travaille avec l'équipe de nuit et fait la connaissance d'un singulier dératiseur, Tucker Cleveland, vétéran de la guerre du Viêt Nam.
Bientôt, un autre ouvrier est tué dans le sous-sol, après quoi Warwick, le contremaître sadique, crée une unité armée de lances à incendie pour dégager le sous-sol. Les travaux commencent le 4 juillet. En plus du nettoyage proprement dit des locaux, Warwick attend des ouvriers qu'il le débarrasse des rats. Il confie cette tâche à Tucker, mais celui-ci est tué. Hall trouve une trappe dans le sous-sol, où il pense que les rats se reproduisent. Les ouvriers et Warwick s'y rendent et trouvent une autre salle remplie de vieux équipements. Un des travailleurs y trouve un avant-bras humain. De peur, il tente de monter l'escalier pourri qui s'effondre sous lui, et il est attaqué par un énorme monstre mutant.
Les ouvriers sont alors divisés en deux groupes, chacun essayant de s'en sortir seul. Cependant, en errant dans ce labyrinthe, deux autres travailleurs sont tués, après quoi les survivants se rencontrent dans une immense grotte souterraine, dont le sol est parsemé de squelettes humains. Au lieu de coopérer avec eux, Warwick attaque Hall et sa petite amie, Jane Wisconsky, et la blesse mortellement. Après cela, Warwick tente d'attaquer le monstre mutant mais se fait dévorer. Hall parvient à grimper jusqu'au niveau supérieur de l'usine, mais le monstre le poursuit. Il est sauvé lorsque la queue du monstre s'empêtre dans le mécanisme de la machine de traitement du coton, que Hall déclenche pour le broyer.

## Fiche technique
- Titre : La Créature du cimetière
- Titre original : Graveyard Shift
- Réalisation : Ralph S. Singleton
- Scénario : John Esposito, d'après la nouvelle Poste de nuit, de Stephen King
- Musique : Brian Banks et Anthony Marinelli (en)
- Photographie : Peter Stein
- Montage : Jim Gross et Randy Jon Morgan
- Décors : Gary Wissner
- Costumes : Sarah Lemire
- Production : William J. Dunn et Larry Sugar
- Sociétés de production : JVC Entertainment et Paramount Pictures
- Budget : 10,5 millions de dollars[1] (7,70 millions d'euros)
- Pays d'origine : États-Unis
- Format : Couleurs - 1,85:1 - Dolby Surround - 35 mm
- Genre : Horreur
- Durée : 89 minutes
- Dates de sortie : 26 octobre 1990 (États-Unis), 19 juin 1991 (France)
- Film interdit aux moins de 12 ans lors de sa sortie en France.

## Distribution
- David Andrews (VF Bernard Gabay) : John Hall
- Kelly Wolf : Jane Wisconsky
- Stephen Macht (VF Benoît Allemane) : Warwick
- Andrew Divoff (VF Daniel Beretta) : Danson
- Vic Polizos (VF Marc Alfos) : Brogan
- Brad Dourif (VF Joël Martineau) : Tucker Cleveland / l'exterminateur
- Robert Alan Beuth (VF Emmanuel Jacomy) : Ippeston
- Ilona Margolis (VF Malvina Germain) : Nordello
- Jimmy Woodard (VF Bruno Dubernat) : Carmichael
- Jonathan Emerson (VF Michel Dodane) : Jason Reed
- Minor Rootes (VF Jacques Richard) : Stevenson
- Kelly L. Goodman : la secrétaire de Warwick
- Susan Lowden : Daisy May

## Production
Stephen King vend les droits d'adaptation de sa nouvelle Poste de nuit à William Dunn, qui cherche à lancer l'industrie du cinéma dans l'État du Maine, pour 2 500 $. Pour que cette nouvelle d'une quinzaine de pages se transforme en long-métrage, le scénariste John Esposito ajoute des personnages, tels que le dératiseur excentrique et une jeune femme nouant une relation avec le personnage principal. Le tournage se déroule durant l'été 1990 dans les environs de Bangor, particulièrement à l'usine de textile d'Harmony datant de 1821, et dure sept semaines. Le nom de l'usine de textile, Bachman Mills, est un clin d'œil, Richard Bachman étant le pseudonyme utilisé par Stephen King pour plusieurs de ses romans.

## Accueil

### Box-office
Le film a connu un succès commercial très modéré, rapportant environ 11 580 000 $ au box-office en Amérique du Nord pour un budget de 10 500 000 $. En France, il a réalisé 46 430 entrées.

### Critique
Il a reçu un accueil critique très défavorable, recueillant 13 % de critiques positives, avec une note moyenne de 3,8/10 et sur la base de 8 critiques collectées, sur le site agrégateur de critiques Rotten Tomatoes.

## Bande originale
- Bad Boys, interprété par The Charlie Daniels Band
- Joanna, interprété par The Charlie Daniels Band
- Honky Tonk Dreams, interprété par The Charlie Daniels Band et Lacy J. Dalton
- Surfin Safari, interprété par The Beach Boys
- Blue Hour, interprété par The Metropolitans
- They're Gone, interprété par Scott Reeder

## Distinctions
- en compétition officielle lors du Festival international du film fantastique d'Avoriaz 1991
- en compétition officielle lors du festival Fantasporto 1991